# Albert Edelfelt
Albert Edelfelt (ur. 21 lipca 1854 w Porvoo, zm. 18 sierpnia 1905) – fiński malarz, jeden z najważniejszych malarzy fińskich. Był wybitnym portrecistą, przedstawicielem realizmu, jednym z pierwszych artystów fińskich o międzynarodowej sławie.

## Życiorys
W 1869 rozpoczął studia artystyczne w Szkole Rysunkowej Fińskiego Towarzystwa Artystycznego. W latach 1871–1873 był uczniem Adolfa von Beckera. W latach 1873–1874 studiował malarstwo historii w Akademii Sztuk Pięknych w Antwerpii, w latach 1874–1878 w paryskiej École Nationale des Beaux-Arts (u Jean-Léona Gérôme’a). W 1881 przebywał w Hiszpanii. Zasłynął przede wszystkim jako twórca przedstawień realistycznych i portrecista. Tworzył również obrazy o tematyce historycznej i religijnej.
Jedynym znanym dziełem Alberta Edelfelta w polskich muzeach jest obraz „Pod brzozami / Dzieci w lesie brzozowym nad fiordem Haiko”.